# Molnár Margit (ejtőernyős)
Molnár Margit (Sárkeresztúr, 1946–) magyar ejtőernyős sportoló.

## Életpálya
Vasöntödei dolgozó. Tízévesen határozta el, hogy ejtőernyős sportoló lesz. 16 évesen jelentkezett tanfolyamra, 1964-ben 42 ugrásnál tartott. Oktatója Pozsonyi Imre ejtőernyős volt.

## Sportegyesületei
- Székesfehérvári Repülő Klub